# Nassim Chadli
Nassim Chadli (Bagnols-sur-Cèze, 28 luglio 2001) è un calciatore francese naturalizzato marocchino, centrocampista dell'Al-Jazira in prestito dal Wydad Casablanca.

## Carriera

### Club
Cresciuto nel settore giovanile del Nîmes, debutta in prima squadra il 10 febbraio 2021 in occasione dell'incontro di Coppa di Francia perso 3-1 contro il Nizza.
Al termine della stagione viene acquistato a titolo definitivo dal Troyes.

### Nazionale
Nel 2020 ha giocato 2 partite con la nazionale marocchina Under-20.

## Statistiche

### Presenze e reti nei club
Statistiche aggiornate al 22 maggio 2022.
| Stagione        | Squadra         | Campionato      | Campionato | Campionato | Coppe nazionali | Coppe nazionali | Coppe nazionali | Coppe continentali | Coppe continentali | Coppe continentali | Altre coppe | Altre coppe | Altre coppe | Totale | Totale |
| Stagione        | Squadra         | Comp            | Pres       | Reti       | Comp            | Pres            | Reti            | Comp               | Pres               | Reti               | Comp        | Pres        | Reti        | Pres   | Reti   |
| --------------- | --------------- | --------------- | ---------- | ---------- | --------------- | --------------- | --------------- | ------------------ | ------------------ | ------------------ | ----------- | ----------- | ----------- | ------ | ------ |
| 2018-2019       | Nîmes 2         | N2              | 9          | 0          |                 | -               | -               |                    | -                  | -                  |             | -           | -           | 9      | 0      |
| 2019-2020       | Nîmes 2         | N2              | 14         | 1          |                 | -               | -               |                    | -                  | -                  |             | -           | -           | 14     | 1      |
| 2020-2021       | Nîmes 2         | N3              | 5          | 3          |                 | -               | -               |                    | -                  | -                  |             | -           | -           | 5      | 3      |
| Totale Nîmes 2  | Totale Nîmes 2  | Totale Nîmes 2  | 28         | 4          |                 | 0               | 0               |                    | -                  | -                  |             | -           | -           | 28     | 4      |
| 2020-2021       | Nîmes           | L1              | 3          | 0          | CF              | 1               | 0               |                    | -                  | -                  |             | -           | -           | 4      | 0      |
| 2021-2022       | Troyes 2        | N3              | 10         | 2          |                 | -               | -               |                    | -                  | -                  |             | -           | -           | 10     | 2      |
| 2021-2022       | Troyes          | L1              | 8          | 0          | CF              | 1               | 0               |                    | -                  | -                  |             | -           | -           | 9      | 0      |
| Totale carriera | Totale carriera | Totale carriera | 49         | 6          |                 | 2               | 0               |                    | -                  | -                  |             | -           | -           | 51     | 6      |

## Palmarès

### Club

#### Competizioni nazionali
- Campionato francese di seconda divisione: 1

Le Havre: 2022-2023